# Acestridium dichromum
Acestridium dichromum är en fiskart som beskrevs av Retzer, Nico och Provenzano, 1999. Acestridium dichromum ingår i släktet Acestridium och familjen Loricariidae. Inga underarter finns listade i Catalogue of Life.